# Piotr Sokolov
Pour les articles homonymes, voir Sokolov.
Piotr Fiodorovitch Sokolov (en russe : Петр Федорович Соколов), connu aussi en français comme Pierre Sokolov, né en 1791 à Moscou et mort le 3 (15) août 1848 à Stary Mertchik, est un peintre de l'école romantique russe qui fut l'un des portraitistes et aquarellistes les plus talentueux de la haute société de l'époque de Pouchkine et de Nicolas Ier.

## Biographie

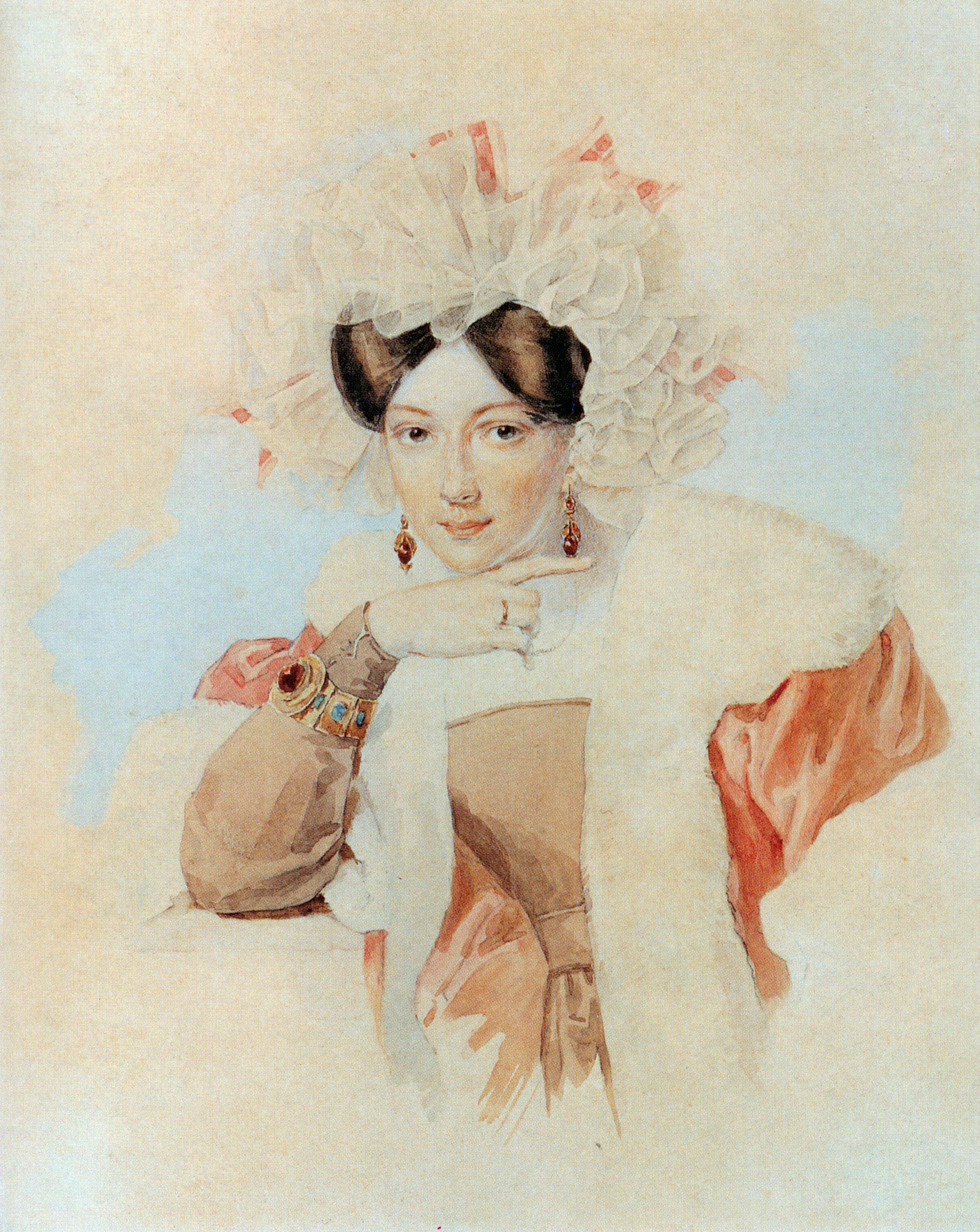
Portrait de l'épouse de Sokolov, Julie, née Brioullov, peint par Sokolov

Sokolov naît dans une famille désargentée dont le père est un joueur de cartes invétéré et s'endette au jeu. Sa mère doit donc s'enfuir lorsque la maison est vendue pour dettes et demeure avec son fils à partir de 1800 à Saint-Pétersbourg, afin de lui trouver un avenir. Or il se trouve que l'académie impériale des Beaux-Arts de la capitale impériale prend en pension des jeunes garçons de familles pauvres, ou orphelins et les forme aux métiers d'art. La mère du jeune Pierre réussit à l'y faire admettre aussitôt et il étudie dans la classe du professeur Chebouïev. Il termine son cycle d'études en 1809 avec une petite médaille d'or reçue grâce à son tableau Andromaque pleurant son époux Hector, tombé au combat. Il devient donc artiste de quatorzième classe et entre à l'académie (supérieure) comme étudiant-pensionnaire. Lorsqu'il termine son année en 1810, il ne reçoit pas la première médaille d'or qui donne droit à une bourse pour le Grand Tour. Il est «  artiste libre », pour l'instant sans commande, ni moyen de subsistance. 
Le jeune Sokolov donne alors des leçons particulières de dessin. C'est ainsi qu'il commence à produire des portraits à l'aquarelle dans des décors d'intérieur, dits portraits de chambre. Il approche aussi, par les leçons qu'il donne, le grand monde. Cette société brillante de Saint-Pétersbourg est dès lors le sujet de son œuvre. Il laisse de côté la peinture à l'huile et se spécialise dans l'aquarelle, afin de dessiner des portraits délicats qui deviennent rapidement à la mode. Grâce à cela, il est nommé académicien en 1839. Les commandes sont nombreuses dans la capitale, mais pas uniquement. Souvent il doit se rendre en voyage dans les châteaux ou domaines en province de sa clientèle aristocratique.
En 1842, il fait un voyage pour lui-même d'un an et demi, notamment en Allemagne pour visiter les villes d'eau et soigner la santé de sa femme. Il est de retour à Saint-Pétersbourg à l'automne 1843. Il s'occupe des études de ses fils et est assailli de commandes. Il décide de déménager à Moscou pour avoir une vie plus calme, sa vue commençant à baisser. Il demeure rue Miasnitskaïa.
La comtesse Olga Orlov-Davydov l'invite en 1848 dans son château de Mertchik, près de Kharkov, pour faire un séjour ; mais une épidémie de choléra éclate et le peintre meurt rapidement après d'atroces souffrances le 3 août 1848. Il est enterré dans le cimetière du village.

## Famille
Sokolov épouse en 1820 Ioulia Pavlovna Brioullova, sœur du peintre Karl Brioullov, et issue d'une famille brillante et raffinée d'origine française. Brioullov n'éprouve pourtant pas de sympathie particulière pour son beau-frère et le soupçonne même dans son for intérieur d'être un coureur de dot. Heureusement pour Pierre et son épouse, leur mariage est heureux et serein. Il l'appelait en français Julie et fut un mari dévoué. De cette union sont issus quatre fils :
- Piotr Petrovitch Sokolov (1821-1899), aquarelliste et illustrateur ;
- Pavel Petrovitch Sokolov (1823-1826) ;
- Pavel Petrovitch Sokolov (1826-1905), peintre, aquarelliste et élève de son oncle Karl Brioullov ;
- Alexandre Petrovitch Sokolov (1829-1913), peintre et conservateur.

## Galerie

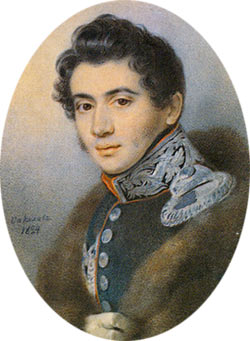
Nikita Mouraviov, un décembriste
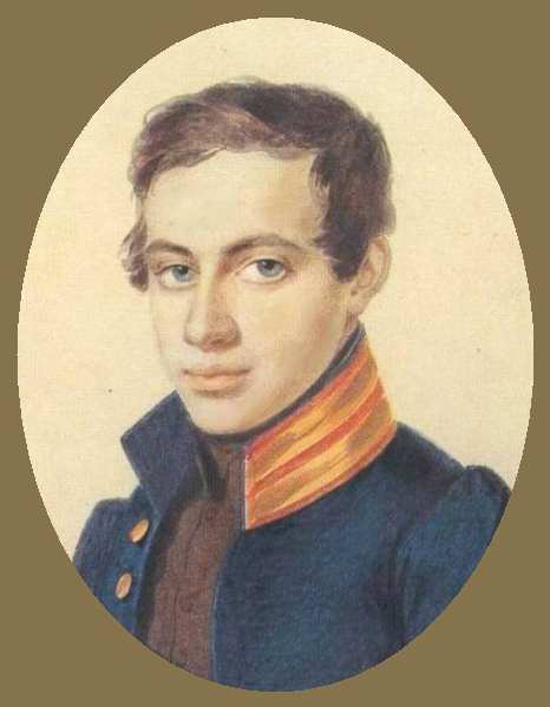
Portrait du jeune prince A. P. Bakounine (1817)
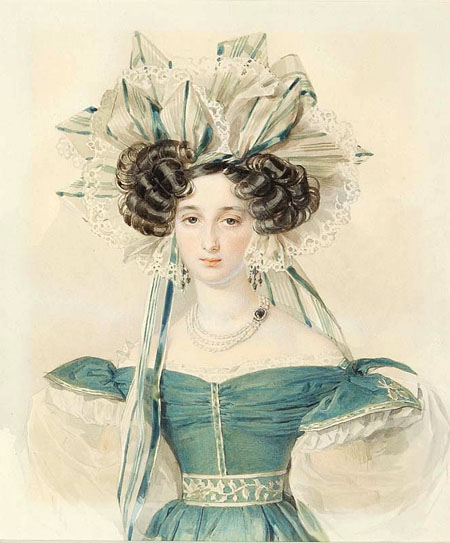
Portrait de la princesse E.K Vorontsov (vers 1823).
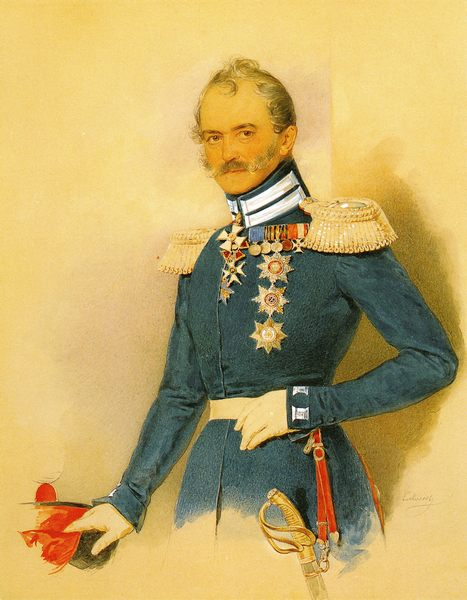
Vassyliy Orlov-Dénissov.
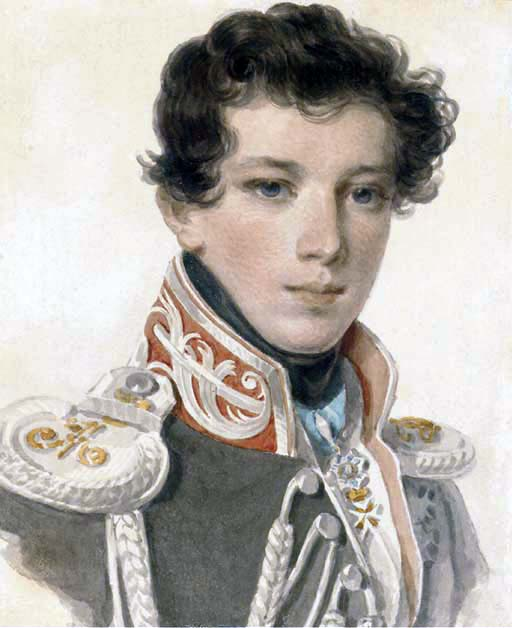
Portrait du comte Nicolas Alexandrovitch Samoïlov (vers 1825)
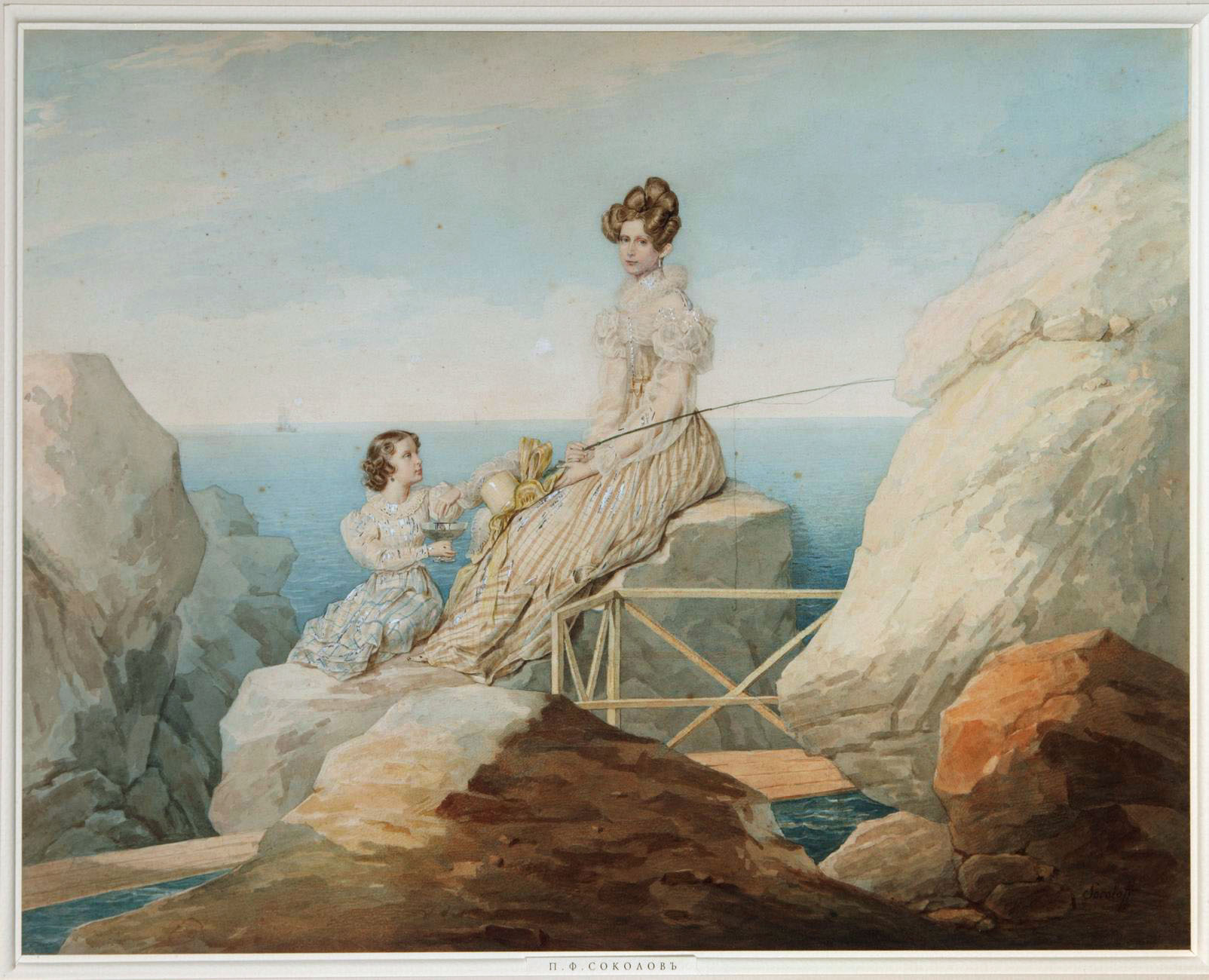
L'impératrice Alexandra et sa fille la grande-duchesse Marie Nikolaïevna (1829)
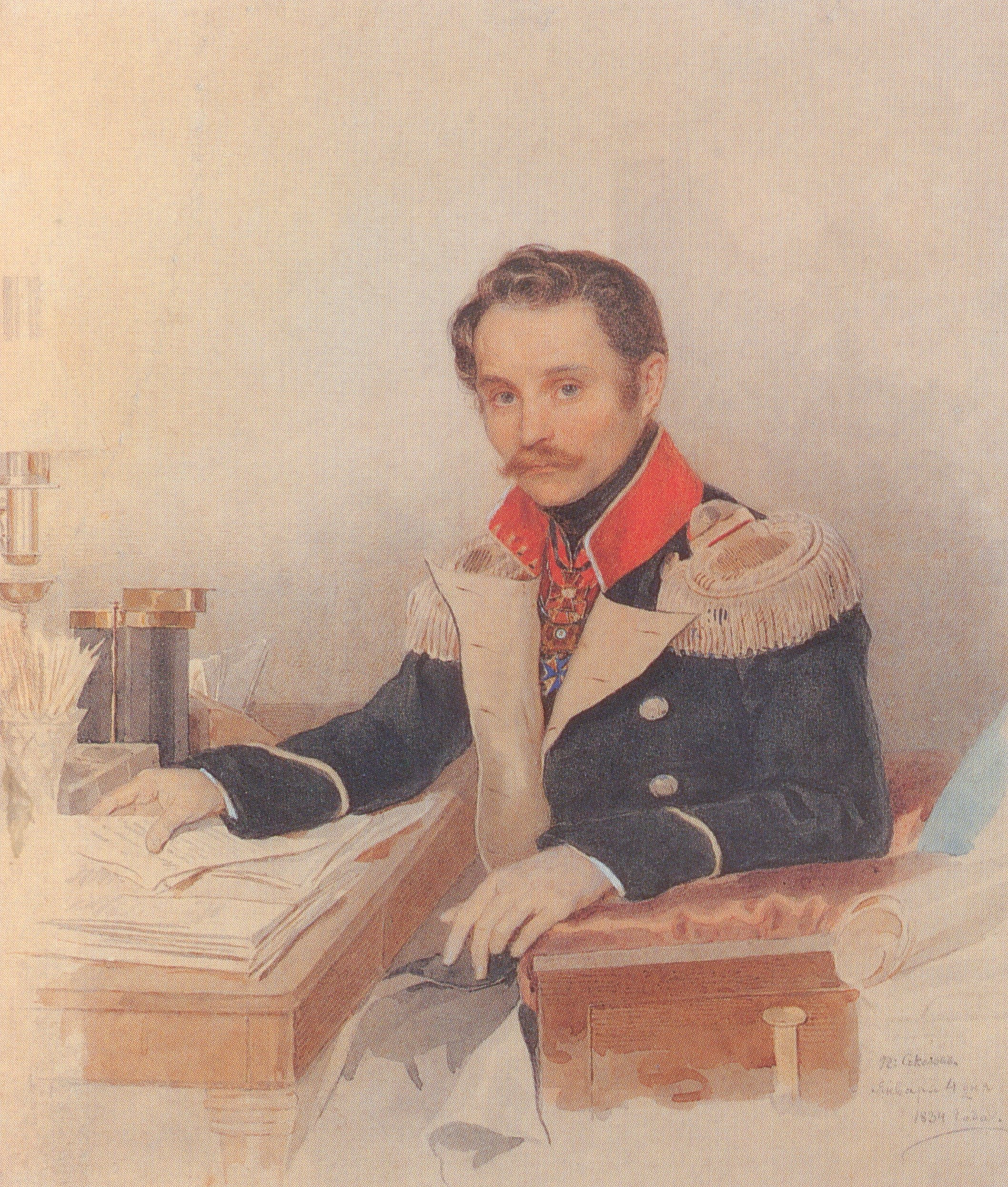
Portrait du général Dubelt (1792-1862), chef de la police secrète (1834)
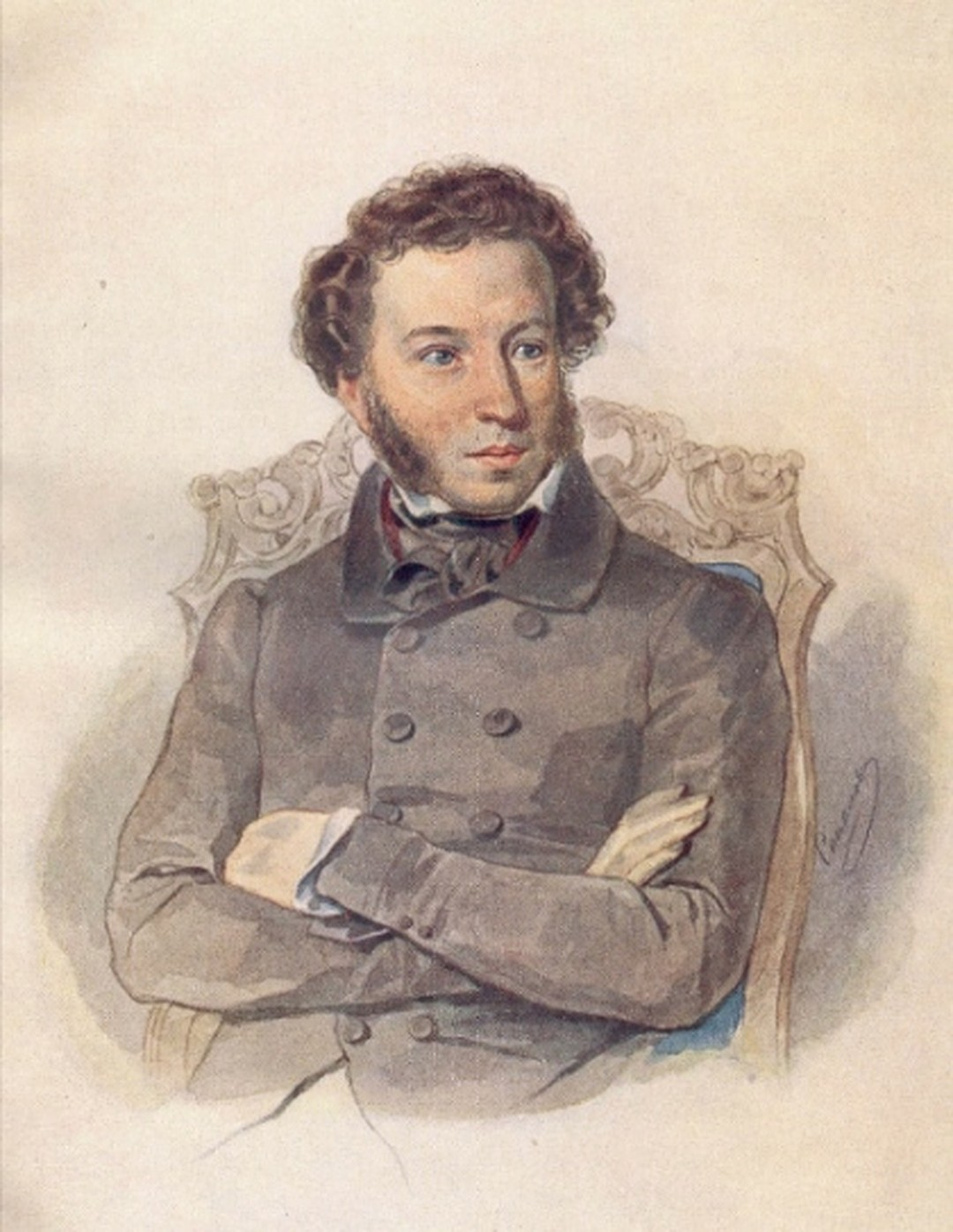
Portrait d'Alexandre Pouchkine (1836)
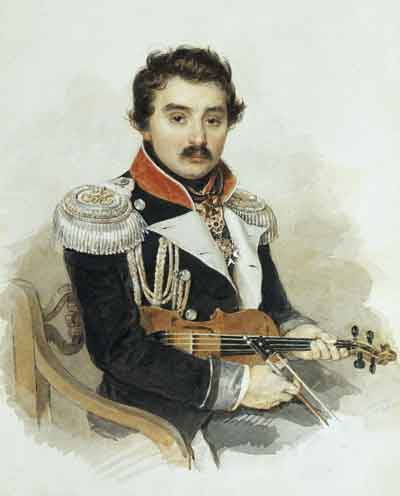
Portrait du prince Alexeï Fiodorovitch Lvov (1798-1870) avec un violon (1836), musée national littéraire
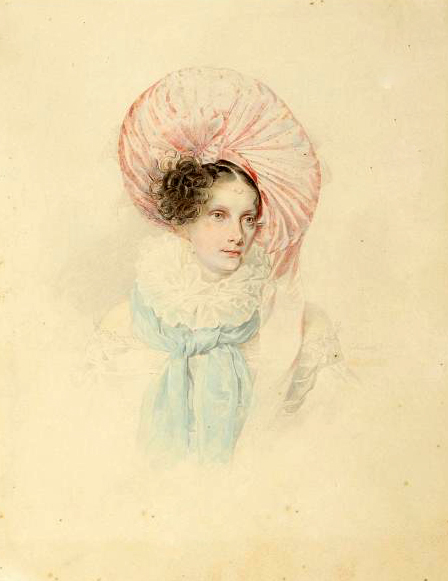
Portrait de l'impératrice Alexandra Féodorovna (1839)
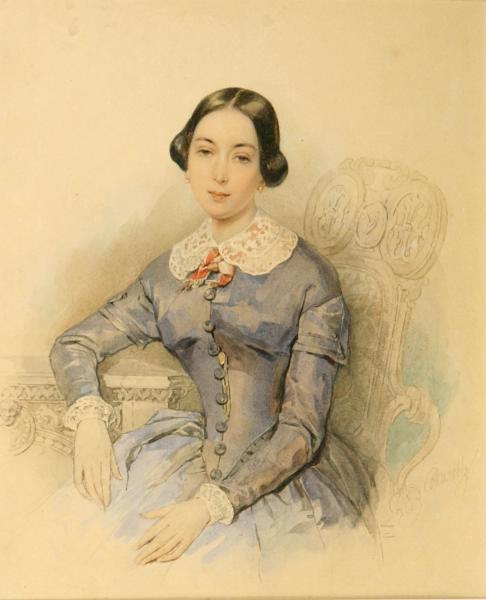
Portrait de la princesse Alexandra Alexandrovna Galitzine (vers 1845)
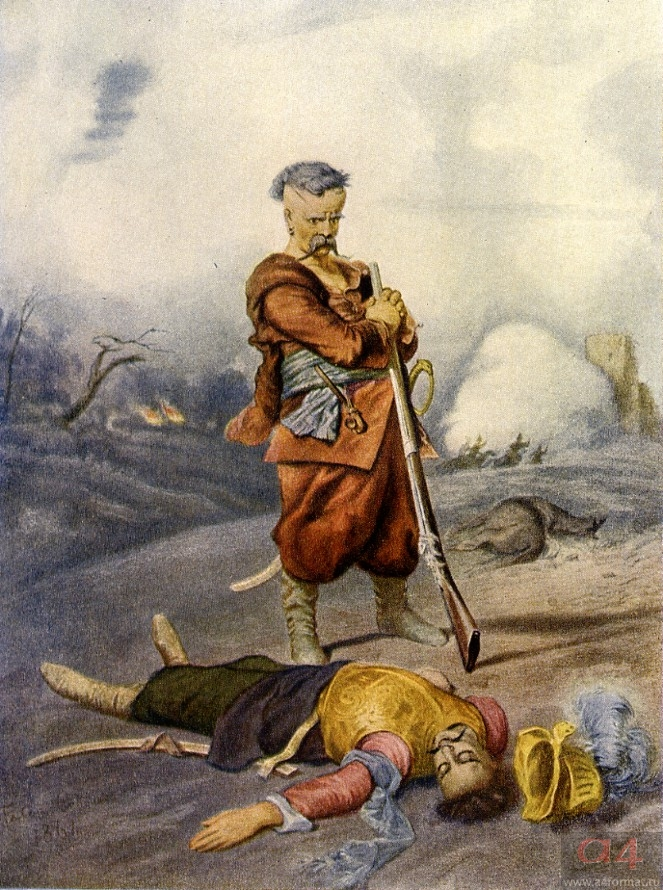
Tarass Boulba (1861)